# Bavilliers
Bavilliers és un municipi francès del departament del Territori de Belfort i de la regió de Borgonya - Franc Comtat. L'any 1999 tenia 4582 habitants.

## Geografia
El municipi que és regat pel riu La Douce, se situa a la perifèria oest de Belfort.

## Demografia
| 1962 | 1968 | 1975 | 1982 | 1990 | 1999 |
| ---- | ---- | ---- | ---- | ---- | ---- |
| 437  | 564  | 454  | 555  | 408  | 582  |